# ヘンリー・フォールズ
ヘンリー・フォールズ（Henry Faulds、1843年6月1日 - 1930年3月19日）は、イギリス・スコットランドの宣教医師（medical missionary）。東京・築地に築地病院（健康社）を設立し、医療活動とともに医学生への教育を行ったほか、楽善会を組織して訓盲院の設置に貢献するなど、日本の視覚障害者教育の基礎を造った。また、指紋研究者としても知られ、個人の識別に指紋を用いることができるという内容を1880年に『ネイチャー』に発表した。指紋研究を誰が最初に行ったかについて、ウィリアム・ジェームズ・ハーシェル、フランシス・ゴルトンと争った。

## 経歴

### 初期
スコットランドのビースに生まれた。父親の事業が破綻し、おじの商社で働きながら学んだ。グラスゴー大学を1868年に卒業、アンダーソンカレッジ（現：ストラスクライド大学）で医学を学び医師免許をえる。

### インド宣教師
1871年長老派のスコットランド一致長老教会の医療宣教師としてインドに渡る。

### 日本宣教師
1873年、エディンバラのクイーン・ストリート・ホールで、スコットランドから初めて日本伝道に向かうスコットランド一致長老会教会のフォールズとロバート・デイヴィッドスン、それに超宗派のエディンバラ医療宣教会が派遣するセオボールド・パームの3人の壮行会が開かれる。それぞれ30歳、27歳、25歳の若い彼らは、ミッション活動として文明開化途上の異教徒の国である日本で科学と医療、そしてキリスト教を伝えることに夢をかけていた。フォールズとパームは医療宣教師（宣教医）であり、デイヴィッドスンは聖職者の宣教師であった。
フォールズは、一致長老教会の医療伝道団の一員としてデイヴィッドスンとともに、新婚の妻を伴って、1874年（明治7年）3月に来日。セオボールド・パーム夫妻は同年5月に日本に到着し、同年6月には同じくスコットランド一致長老教会のヒュー・ワデルが、新婚の妻を伴い来日している。
来日したフォールズが東京・築地居留地に着くと、程なく知り合いが出来たが、最初にやってきたのは築地居留地で学校を始めたばかりの米国聖公会のチャニング・ウィリアムズ主教（立教大学創設者）で、たいへん親切にフォールズらを歓迎した。ウィリアムズは日本のプロテスタントで最も古い宣教師で、1859年に条約港開始の年に来日したが、フォールズは、「ウィリアムズ主教は学識あるキリスト者の慎み深さの典型だ。」とウィリアムズを賞賛している。
ウィリアムズは、フォールズに、工部大学校教頭（都検、実質的な校長）のヘンリー・ダイアーを紹介し、ダイアーの下で西洋式技術教育を導入し新興する工部大学校を見学した。スコットランド出身のダイア―は、フォールズと同じグラスゴー大学出身であった。イギリスから来日していたウィリアム・エドワード・エアトンら工部大学校の教師たちとも親交を結んだ。また、フォールズは駐日英国公使のハリー・パークスを表敬訪問する。フォールズはパークスに非常に親近感を持つが、それはパークスが同国人の慈善活動に高い関心を寄せていたからであった。当時誰も考えることはなかったが、パークスは、実は極東における外国人居住者としては最も古い一人でもあった。
こうした中、フォールズらは、すぐに、築地外国人居留地にあったアイルランド系アメリカ人のトムソン（W.H.Tohmpson）がオーナーを務める江戸ホテルを当座の滞在先とした。錦絵にも見られる築地ホテルも江戸ホテル（英名：Yedo Hotel）と呼ばれていたが、こちらは1872年4月3日の銀座の大火で既に焼失していた。その後、フォールズ夫妻は、小さな兵舎様の木造家屋を確保することに成功する。これはフォールズが思うところでは、あるフランス兵たちのために建てられた建物であった。この建物があった場所は重久篤太郎・川崎春朗によると、三十間堀川（現在の銀座1～8丁目）にかかる3本の橋のうち最も北側にあった紀伊国橋（現在の銀座1～2丁目）傍の木挽町1丁目にあったとされる。
この家屋の主な問題としてはカエルが異常発生することだった。フォールズはここに診療所を開設したが、西洋医学の伝承を渇望する何人かの日本人の新米医師たちが、フォールズを遠くから嗅ぎ分けて、朝、晩と辛抱づよく通ってきて、なんとかフォールズの面識をえて教えを受けようとした。
フォールズはここでの新しい環境に慣れない間に、患者たちがきて、日々その数が増えていき、診察に長時間が取られるようになっていった。フォールズは医師としての仕事を行う上で、より適当な新しい建物を含めて、きちんとした環境が整うまで、夫妻には全くプライバシーがなかった。何度か新しい建物を得ようと尽力し、うまくいかなかったが、その後、外国公使たちは日本政府に対し、条約の目的のために指定された土地の売却（競貸）を許可するように要請することで合意し、フォールズらは公使らが日本政府に要請を行うという約束を取り付けた。
その間、フォールズ夫妻は、同年1874年（明治7年）に、信徒の三浦徹（後に日本基督教会の牧師となる）の持ち家であった矢張り相対借り地の南小田原町3丁目10番を借家し、「築地病院（英：Tsukiji Mission Hospital ）」を開業する。三浦徹はフォールズの同僚ロバート・デイヴィッドスンから洗礼を受け、日本語教師を務めていた人物であった。
その後、フォールズらは、南小田原町4丁目9,10番にある、人造の湖（運河）畔に立つ既に廃業したコスモポリタン・レストランの大きな建物を、櫛部漸名義で賃借することができた。建物は一旦解体して、別の場所で手を加えて改築する必要があった。こうした移築などの建物の移動作業は当時の日本では珍しくなく、日本在住のある人が、樹木の配置が素晴らしい格好の家庭住宅を購入したと聞いたが、その邸宅が運搬器に乗せられて、ゆらゆらと移動する姿を見ることはフォールズにとって面白いものだった。1875年（明治8年）1月には、西洋風造作の病院が完成し、同年5月にフォールズヘの貸付届が警視庁に受理されて、医療伝道拠点となる『築地病院』(Tsukiji Mission Hospital) が正式に誕生した。同院は健康社とも呼ばれた。これは、現在の聖路加国際病院の前身である築地病院（米国聖公会が1896年開設、英：St. Luke's Hospital）と同名ではあるが全く繋がりはない。
こうしてフォールズが運営する築地病院には、多くの患者が集まり、治療が行われ、さらに日本人医学生に対しても指導が行われ、順調に医療宣教を進めてられていった。
1875年（明治8年）10月4日には、スコットランド一致長老教会の宣教師サミュエル・G・マクラーレン（Samuel Gilfillan McLaren、1840-1914）が新婚の夫人を伴って横浜に来日し、築地で伝道活動を始めた。
フォールズは、1875年（明治8年）12月には、後述の築地居留地18番地に建てられた宣教館に居住した。
1877年（明治10年）には、築地病院のホールで科学とキリスト教の講演会（講義）も開かれ、フォールズの講演のほか、グイド・フルベッキ、櫛部漸、ジェームス・ハミルトン・バラ、津田仙、三浦徹、ヒュー・ワデル、R.グリーン、ミスターShimaらの講演が行われた。

### カロザースの築地大学校
1874年（明治7年）10月に米国長老教会の宣教師クリストファー・カロザースが、築地居留地に隣接する新湊町4丁目に英米長老派の協働によって築地大学校（東京大学校）を開設する。スコットランド一致長老教会からはヘンリー・フォールズ、ロバート・デイヴィッドスン、ヒュー・ワデルが教師に就任し、米国長老教会からはカロザースとディビッド・タムソンが教師となった。また、超宗派のエディンバラ医療宣教会のセオボールド・パームも教師に名を連ねた。翌年には生徒数が150名ほどになるなど発展したが、1876年（明治9年）にカロザースが伝道会を辞任して官立の広島英語学校に赴任したことにより、築地大学校は閉校となった。

### マチルダ・エアトンの産科学校
フォールズと親交のあったウィリアム・エドワード・エアトン（工部大学校教授）の妻であるマチルダ・チャップリン・エアトン（Matilda Chaplin Ayrton,1846-1883）は、医師であり、築地病院に産科学校を開設して産科術の講義を行った。産科学校が開校した時期は明らかではないが、1876年（明治8年）夏から1876年（明治9年）10月までの間に開校されたと考えられる。1876年（明治9年）9月には、同年10月1日からエアトン夫人が産科術の講義を行う旨の新聞広告が複数出され、広く学生を集めた。また、エアトン夫人は築地病院の図書館に多くの本を寄贈し、博物室にも寄付するなど、病院における医学教育を支援した。

### 大森貝塚の発掘調査と指紋研究
フォールズは日本で、エドワード・モースと親しくなり大森貝塚の発掘に参加した。発掘された縄文土器に残された、古代人の指紋に興味を持ち、指紋の研究を始め、数千セットの指紋を集め、比較対照し、同一の指紋をもつもののないこと、物理的に除去したとしても再生すること、児童の指紋が成長によって変わらないことを確かめた。
1880年（明治13年）、その結果を知らせる手紙をチャールズ・ダーウィンに書くが、ダーウィンは手紙をいとこにあたるフランシス・ゴルトンに送った。返事のないまま『ネイチャー』に論文を投稿し掲載された。翌月ウィリアム・ジェームズ・ハーシェル（ウィリアム・ハーシェルの孫）が1860年頃インドの役人時代に契約書に指紋押捺させていた経緯を『ネイチャー』に発表した。

### J.C.バラの築地大学校（バラ学校、ヘボン塾後身）
1880年（明治13年）4月26日に、米国長老派によって築地居留地7番に、以前にカロザースが設立した学校と同じ名を持つ築地大学校が設立されると、フォールズはこの学校でも教師を務めた。この学校は、横浜にあったヘボン塾の後身の学校で、カロザースの築地大学校とは別の学校であり、校長にはジョン・Ｃ・バラが就任したのでバラ学校とも呼ばれた。教師にはフォールズのほか、ウィリアム・インブリー、O.M. グリーン、ディビッド・タムソンら米国長老教会の宣教師に加え、田村直臣なども教師に名を連ねた。

### 帰国
1882年（明治15年）頃からは、築地病院の患者数が大幅に減少し、同年10月にフォールズは休暇のために一時帰国した。その後、フォールズは再来日を果たすが、夫人が病気となったために1886年（明治19年）に帰国した。こうしてスコットランド一致長老教会による医療宣教活動は終わりを迎えた。
フォールズが帰国後も築地病院は続いたが、1888年（明治21年）に閉院となった。

## 指紋研究の功績
- 指紋による個人識別についてはフォールズの発表時には注目を集めなかったが、1892年に優生学、遺伝学の研究者フランシス・ゴルトンによる『指紋』の出版、インドの警視総監エドワード・ヘンリー、分類法を確立したアジズル・ハクの研究と1900年のヘンリーの『指紋の分類と使用法』の出版によって実用的なものとなっていった。

- フォールズの業績については、エリート主義者のゴルトンによって無視されることになった。さらにフォールズは指紋による誤認逮捕を恐れる立場から単指指紋を証拠として採用するのに反対する立場をとったため、スコットランド・ヤードとも対立した。ハーシェル、ゴルトンと指紋研究における、フォールズの業績を争ったが、存命中はフォールズの業績は認められなかった。

- 1987年に指紋検査官の協会がフォールズの墓を再建しその功績を顕彰した。

## 楽善会訓盲院の設立
1875年（明治8年) 5月22日、南小田原町のフォールズ家で古川正雄、津田仙、中村正直、岸田吟香、ボルシャルトとフォールズの6人が集まり、フォールズの発意で日本で初めての視覚障害者の教育についての会合をもち、その日のうちに盲人教育のための楽善会を組織し、『訓盲院』設置運動を興した。
1876年（明治9年）になるとエ部大輔・山尾庸三、駅逓頭・前島密、地理局長・杉浦譲、文部大丞・小松彰が入会し楽善会社會幹訓として名を連ねたが、これまでの福祉事業の多くが外国人主導でなされてきた中、特に山尾庸三の入会によって盲人教育の推進がキリスト教の伝道局ではなく日本人たちの手による方向へと向かった。こうして、楽善会に加わった山尾庸三らの働きで、1876年（明治9年）3月に東京府権知事・楠本正隆を経て、内務郷・大久保利通の裁可を得て、設立される運びとなった。
1876年（明治9年）末には、訓盲院の設置場所として紀尾井町1番のうち1万坪余りを楽善会に貸与する指令が東京府知事から出されたが、1878年（明治11年）の訓盲院の建設開始時に築地3丁目17番 (15番）の4,783坪余りと交換され、その土地が無償で1882年（明治15年）12月まで貸渡されることに決まった。建物の設計はジョサイア・コンドルが手掛け、1879年（明治12年）12月に訓盲院は竣工した。開院前の1880年（明治13年）1月12日に、津田仙がフォールズを同伴した際、フォールズはこの建物の美しいことを嘆賞したという。
数人のクリスチャンの集まりから始まった楽善会訓盲院は、政府高官、資本家、議員、仏教徒も巻き込んだ全分野の事業として生まれ、現在、東京目白台にある筑波大学附属視覚特別支援学校および筑波大学附属聴覚特別支援学校と名称を変えて現在に続いている。また、訓盲院が設立された東京・築地の市場橋公園内には「東京盲唖学校発祥の地、日本点字制定の地」記念碑が建てられている。

## 築地居留地18番地にあったフォールズ宣教師館
フォールズは、1875年（明治8年）12月には、築地居留地18番地に建てられた宣教館に居住した。現在、この宣教師館があった地には「ヘンリー・フォールズ住居の跡」の碑が建てられている。
道の北向いの築地居留地17番地は、その17番地の東側に隣接する築地居留地6番地の旧長老教会六番神学校の校舎で1877年（明治10年）に開設された東京一致神学校（現・明治学院）が、1879年（明治12年）秋に移転して赤レンガの新校舎を開設した場所であった。
また、築地居留地18番地の南側に隣接する築地居留地19番地では1933年（昭和8年）に聖路加国際病院の宣教師館（後のトイスラー記念館、現在は移設済み）が建てられたが、この19番地はもともと明治初期にフランス人のハアボール・ブラントが所有した後に米国聖公会の手に渡り、フォールズと親交のあったチャニング・ウィリアムズ関連の建物があったと思われ、ウィリアムズが中心となり創設した立教学校（立教大学の前身の一つ）の開校地といわれる詩人ロングフェローの子息C・A・ロングフェロー（Charles A. Longfellow）の居宅があった場所とする説もある。

## 関連書籍
- コリン・ビーヴァン (Beavan Colin), 茂木健『指紋を発見した男 : ヘンリー・フォールズと犯罪科学捜査の夜明け』主婦の友社、2005年。ISBN 4072412589。 NCID BA72191451。